# Thais trinitatensis
Thais trinitatensis är en snäckart som först beskrevs av Guppy 1869.  Thais trinitatensis ingår i släktet Thais och familjen purpursnäckor. Inga underarter finns listade i Catalogue of Life.